# Denise Milani
Denise Milani (vlastním jménem Denisa Krajíčková; * 24. května 1976 ve Frýdku-Místku jako Denisa Krajíčková Trlica) je česká modelka.

## Život
V Los Angeles v Kalifornii pracovala jako rehabilitační pracovnice. V roce 1995 odstartovala její kariéra modelky ve společnosti SPORTSbyBROOKS a od té doby působí v tzv. non-nude modelingu. Později spustila i vlastní oficiální stránky. Kromě fotografii účinkuje i v několika videích produkovaných společností Periscope Media.[zdroj?]
V dubnu 2007 vytvořila svůj vlastní Myspace profil. Díky němu se stala jednou z nejsledovanějších internetových modelek v USA. V té době zároveň Milani poprvé pózovala pro Pin Up Glam. V květnu 2007 začali její fanoušci v USA sepisovat petici, aby nafotila nahá nebo alespoň polonahá. V současnosti[kdy?] vystupuje jako fotomodelka a žije v jižní Kalifornii.[zdroj?]
Je 163 cm vysoká. Váží 52 kg. Její poprsí je velikosti 90DDD.

## Zajímavá fakta
V roce 2012 byly Milaniny fotografie zneužity k obelhání profesora z Univerzity Severní Karolíny v Chapel Hill. Rozvedený profesor Paul Frampton se seznámil na internetu s někým, kdo se vydával za Denise Milani. Zamiloval se a začal si s ní dopisovat. Tato falešná Denise přesvědčila profesora k cestě do Argentiny. Zde na něj místo krásky čekal muž, který ho jménem Denise požádal, aby přepravil její kufr s parádou přes Buenos Aires do Bruselu, kde na něj již netrpělivá Denise prý čeká. Profesora na letišti v Buenos Aires uvěznili, protože v kufru falešné modelky našli policisté dvě kila kokainu. Skutečná Denise Milani neměla s celou věcí nic společného.